# Los Cristianos
Los Cristianos er en by i det sydvestlige Spanien på øen Tenerife i provinsen Santa Cruz de Tenerife, De Kanariske Øer. Det er den størst by i kommunen Arona med sine 15.993 indbyggere (2023).

## Historie
Den oprindelige fiskerlandsby Los Cristianos kan spores tilbage til 1860'erne, hvor der var opført enkelte bygninger på stedet. I 1888 bestod byen af 29 huse, og den første kaj blev anlagt i 1909. Vanding i det omgivende land i 1919 betød en forøgelse af landbruget i området med dyrkning af særligt tomater og bananer betød en tilstrømning af arbejdere, hvilket sammen med forøget fiskeri betød, at Los Cristianos efterhånden blev en rigtig by. Havnen blev udvidet i flere omgange i midten af 1900-tallet, og efter udvidelsen i 1975 opstod der færgeruter til naboøen La Gomera.
Turismen tog fat i 1950'erne og tilskrives normalt én person, svenskeren Bengt Rylander. Rylander led af multipel sclerose og kom til Los Cristianos for at drage nytte af den tørre luft på stedet. Som en kendt skribent og tv-person havde han stort held med at sprede sin begejstring for stedet, og snart fulgte andre svenskere med forskellige lidelser i hans fodspor, og byen fik præg af at være et stort rekonvalescenshjem i slutningen af 1950'erne og først i 1960'erne. Svenskernes tilstedeværelse i den periode kan stadig aflæses i for eksempel byens hovedgade, der hedder Avenida de Suecia ("Sverige-avenuen").
Efterhånden begyndte der også at komme besøgende fra andre europæiske lande, og der de ældste større hoteller skød nu op. Turismen voksede yderligere med opførelsen af sydlufthavnen i 1970'erne. I slutningen af 1960'erne blev nabobyen Playa de las Américas opført som et egentligt turistresort, og de to byer er nu reelt vokset sammen til ét byområde.

## Turistbyen
Der er flere strande ved byen, og specielt den af hensyn til turisterne kunstigt anlagte strand Playa de las Vistas er populær, blandt andet på grund af det hvide sand, der er hentet i Sahara (områdets naturlige strande består af sorte vulkanske materialer). Byen har stadig et vist præg af fiskerbyen med smalle gader fra tiden før turismens indtog. Havnen er udgangspunkt for daglige sejladser til og fra naboøerne La Gomera, El Hierro og La Palma.